# Gienrich Nowożyłow
Gienrich Wasiljewicz Nowożyłow (ros. Ге́нрих Васи́льевич Новожи́лов, ur. 27 października 1925 w Moskwie, zm. 28 kwietnia 2019) – radziecki konstruktor lotniczy, dwukrotny Bohater Pracy Socjalistycznej (1971 i 1981).

## Życiorys
Studiował na Wydziale Budowy Samolotów Moskiewskiego Instytutu Lotniczego, 1 lipca 1948 został inżynierem konstruktorem, od 1949 był członkiem grupy konstruktorów Siergieja Iljuszyna. Od 1951 członek WKP(b)/KPZR, 1964 wyznaczony I zastępcą generalnego konstruktora, a 1970 generalnym konstruktorem OKB Moskiewskiej Fabryki Inżynieryjnej „Strieła”. Odegrał główną rolę przy konstruowaniu samolotu Ił-76, a później Ił-86. Od 15 marca 1979 był członkiem korespondentem, a od 26 grudnia 1984 akademikiem Akademii Nauk ZSRR. Doktor nauk technicznych (1975), profesor. 1974-1989 deputowany do Rady Najwyższej ZSRR, a 1989-1991 deputowany ludowy ZSRR.

## Odznaczenia i nagrody
- Medal Sierp i Młot Bohatera Pracy Socjalistycznej (dwukrotnie - 26 kwietnia 1971 i 23 czerwca 1981)
- Order Lenina (trzykrotnie - 1969, 1971 i 1981)
- Order „Za zasługi dla Ojczyzny” II klasy (2000)
- Order „Za zasługi dla Ojczyzny” III klasy (1995)
- Order Rewolucji Październikowej (1975)
- Order Czerwonego Sztandaru Pracy (1966)
- Order Przyjaźni Narodów (1992)
- Order „Znak Honoru” (1957)
- Nagroda Leninowska (1970)
- Medal „Za ofiarną pracę w Wielkiej Wojnie Ojczyźnianej 1941–1945”
- Medal jubileuszowy „50-lecia zwycięstwa w Wielkiej Wojnie Ojczyźnianej 1941–1945” (1995)

i wiele innych nagród i medali.